# الفصيرة (عمران)
الفصيره هي إحدى قرى الجمهورية اليمنية. وهي تتبع جغرافيًا لمحافظة عمران. وإداريًا لمديرية خمر. يبلغ تعداد سكانها 4807 نسمة حسب الإحصاء الذي جرى عام 2004 وسميت بالفصيره نسبه للشيخ جبران الغشمي والشيخ قايد ناصر الغشمي والذي يسكن جنوب قريه الفصيره محل بيت برز وسمي نسبه لبناء داره على حافه الهواء واطلق عليه بيت برز للعلو والبروز وتشمل بيت مجمل وبيت الدامره